# Stephen Wiesner
Stephen J. Wiesner (1942 - Jerusalem, 12 d'agost de 2021) va ser un físic investigador estatunidenco-israelià inventor i treballador de la construcció. Com a estudiant graduat a la Universitat de Colúmbia a Nova York a finals dels anys seixanta i principis dels setanta, va descobrir diverses de les idees més importants de la teoria de la informació quàntica, inclòs quantum money (que va conduir a la distribució quàntica de claus), la multiplexació quàntica (el primer exemple de transferència inconscient) i codificació superdensa (el primer i més bàsic exemple de comunicació assistida per entrellaçament). Tot i que aquest treball va romandre inèdit durant més d’una dècada, va circular prou àmpliament en forma de manuscrit per estimular l’aparició de la ciència de la informació quàntica als anys vuitanta i noranta.
Stephen Wiesner era fill de Jerome Wiesner i Laya Wiesner. Va obtenir la seva llicenciatura en la Universitat de Brandeis. El 2006 va compartir el Premi Rank en Optoelectronics amb Charles H. Bennett i Gilles Brassard per criptografia quàntica. El 2019, va rebre un dels sis premis Micius Quantum, juntament amb Bennett, Brassard, Artur Ekert, Anton Zeilinger i Pan Jianwei per a la comunicació quàntica.
Després de la immigració a Israel, Wiesner "va abraçar el judaisme ortodox" i més recentment va treballar com a obrer de la construcció a Jerusalem. Va romandre afiliat al Grup de Fundacions Quàntiques i Informació de la Universitat de Tel-Aviv.